# Lighthouse (Nina Kraljić-dal)
A Lighthouse (magyarul: Világítótorony) a horvát Nina Kraljić dala, mellyel Horvátországot képviselte a 2016-os Eurovíziós Dalfesztiválon, Stockholmban. A dal belső kiválasztás során nyerte el az eurovíziós indulás jogát és 2016. március 9-én mutatták be nyilvánosan.

## Eurovíziós Dalfesztivál
A dalt az Eurovíziós Dalfesztiválon először a május 10-i első elődöntőben adta elő, fellépési sorrendben ötödikként a Magyarországot képviselő Freddie Pioneer című dala után, és a Hollandiát képviselő Douwe Bob Slow Down című dala előtt. Az elődöntőből a tizedik helyen jutott tovább a május 14-i döntőbe, ahol fellépési sorrendben tizenhetedikként lépett fel a Litvániát képviselő Donny Montell I’ve Been Waiting for This Night című dala után, és az Oroszországot képviselő Sergey Lazarev You Are the Only One című dala előtt. A pontozás során a zsűri szavazáson összesítésben a huszonkettedik helyen végzett 40 ponttal, míg a nézői szavazáson a tizenkielncedik helyen végzett 33 ponttal, így összesítésben 73 ponttal a verseny huszonharmadik helyezettje lett.
A következő horvát induló Jacques Houdek My Friend című dala volt a 2017-es Eurovíziós Dalfesztiválon.